# Jean Laplanche
Jean Laplanche (Paris, 21 de junho de 1924 — Beaune, Borgonha, 6 de maio de 2012) foi um psicanalista francês.

## Dados biográficos
Frequentou os cursos primário e secundário em Beaune (Côte-d'Or), optando em seguida por uma formação científica, antes de se interessar pela filosofia e preparar sua admissão à Escola Normal Superior de Paris, rua d’Ulm, no Liceu Henri IV. Engajou-se desde a adolescência na Ação Católica, participando ativamente do movimento da Resistência ao invasor alemão em Paris e em Borgonha (1943-1944).
Em 1944-1945, obteve aprovação na Escola Normal Superior de Paris, onde teve como professores Jean Hyppolite, Gaston Bachelard e Maurice Merleau-Ponty. Durante o ano  1946-1947, estudou na Universidade Harvard, período durante o qual conheceu Rudolph Loewenstein. Em 1950, tornou-se livre-docente de filosofia e se casou com Nadine Guillot. Em 1970, obteve o grau de Docteur d'État (Doutoramento) em Letras e Ciências humanas.
Depois de 1945, aderiu ao movimento de Extrema-esquerda contra o Stalinismo e foi um dos fundadores, com Cornelius Castoriadis e Claude Lefort, do grupo e da revista "Socialismo ou barbárie", em (1948).
Em 1947, começou uma cura psicanalítica com Jacques Lacan. Seguindo o seu conselho, Laplanche começou uma formação médica antes de iniciar sua formação analítica. Foi interno dos Hospitais psiquiátricos e defendeu sua tese de medicina em 1959, tese que foi publicada em 1961 com o título que se tornou quase um paradigma: "Hölderlin e a questão do pai".
No Outono de 1960 aconteceu o Colóquio de Bonneval, quando Laplanche apresentou com Serge Leclaire o relatório: "O Inconsciente, um estudo psicanalítico".
A partir de 1962, Laplanche começou a ensinar na Sorbonne a convite de Daniel Lagache. Ele vai romper com Lacan, e se torna, em 1964, um dos membros fundadores da Associação Psicanalítica da França.
Em 1967, publicou com Jean-Bertrand Pontalis, sob a direção de Daniel Lagache, o Vocabulário da psicanálise, traduzido em cerca de quinze línguas.
Nas Presses Universitaires de France, Jean Laplanche dirigiu a Biblioteca de Psicanálise (1973), a coleção Novas vozes em psicanálise (1979), que reúne os primeiros trabalhos de pesquisadores de origem universitária, e a revista Psicanálise na Universidade (1975-1994).
Jean Laplanche é doutor honoris causa da Universidade de Lausana (1986), da Universidade de Buenos Aires e da Universidade de Atenas, cavaleiro das Artes e Letras (1990), laureado do Mary S. Sigourney Award (1995).

## Obras
- Hölderlin e a questão do pai, Paris, PUF, 1961, (Quadrige, 1983); Hölderlin and the Question of the Father, with an introduction by Rainer Nägele, edited and translated by Luke Carson, Victoria (Canada), ELS Editions no. 97, 2007, ISBN 978-1-55058-379-3.
- Com Jean-Bertrand Pontalis: ‘’Vocabulário da psicanálise’’, Paris, 1967, éd. 2004 PUF-Quadrige, No 249, ISBN 2-13-054694-3
- Vida e morte em psicanálise, Paris, Flammarion, 1970, 2ème éd. 1971, suivie de "Dérivation des entités psychanalytiques", 1977.
- Problemáticas I: A Angústia, Paris, PUF, 1980, (Quadrige, 1998).ISBN 2 13 036239 7
- Problemáticass II: Castração-Simbolisações, Paris, PUF, 1980, (Quadrige, 1998), ISBN 2 13 036073 4
- Problemáticas III: A Sublimação, Paris, PUF, 1980, (Quadrige, 1998), ISBN 2 13 036048 3
- Problemáticas IV: O Inconsciente e o ido, Paris, PUF, 1981, (Quadrige, 1998), ISBN 2 13 036714 3
- A pulsão para fazer o quê?(com D. Anzieu, R. Dorey, D. Widlöcher), Paris, APF, 1984.
- Fantasma originário. fantasmas das origens, origens do fantasma, (com a colaboração de J.-B. Pontalis), Paris, Hachette Pluriel, 2002, ISBN 2-01-278945-5
- Problemáticas V: A tina- transcendência da transferência, Paris, PUF, 1987 (Quadrige, 1998, ISBN 2 13 040026 4
- Novos fundamentos para a psicanálise, Paris, PUF, 1987, segunda edição. com um Index geral das "Problemáticas", 1990.ISBN 2 13 040279 8
- Traduzir Freud, (com a colaboração de A. Bourguignon, P. Cotet F. Robert). Paris, PUF, 1989.
- A revolução coperniciana inacabada, (Trabalhos 1967-1992), Paris, Aubier 1992.
- A primazia do outro em psicanálise, Paris, Flammarion, 1997.
- O descaminho biológico da sexualidade na obra de Freud, Paris, Editora Les empêcheurs de penser en rond, 1993.
- Colóquio internacional de psicanálise, (J. Laplanche e colaboradores), Montreal, 1992, Paris, PUF, 1994.
- Nova edição "O campo psicanalítico" aumentada pelos artigos "Uma metapsicologia à prova da angústia"; "Reparação e retribuição penais"; "A pulsão e seu objeto-fonte";"Traumatismo, tradução, transferência e outros trans (es)", Paris,Hachette 1998,
- Entre sedução e inspiração: o homem, Paris, PUF, 1999.
- O muro e a arcada, Nova edição, Paris, Flammarion, 2001.
- Problemáticas VI: A posterioridade (L'après-coup), Paris, PUF, 2006.
- VII Problemáticas: O descaminho biológico da sexualidade na obra de Freud, seguido de Biologismo e biologia, Paris, PUF, 2006.
- Sexual. A sexualidade no sentido freudiano [Sexual La sexualité élargie au sens freudien 2000-2006], Paris, PUF, 2007.

### Sobre Jean Laplanche
- Dominique Scarfone: "Jean Laplanche, Psychanalystes d’aujourd’hui", P.U.F., 1997, ISBN 2-13-048405-0
- Revue Psychiatrie française Vol. XXXVII 3/06: (Vários autores e com as respostas de J. Laplanche): J. Laplanche, J.-L. Brenot, J.C. Calich, M. Dornes, F. François, B. Golse, F. Guignard, A. Luchetti, F. Martens, R. Stein, Le concept d'inconscient selon Jean Laplanche, novembro 2006. ISSN 0755-9755
- Roseline Bonnellier:"De Hölderlin et la question du père" à la "théorie de la séduction généralisée" de Jean Laplanche: Avancée paradoxale de la traduction d’Œdipe en psychanalyse »,[2] thèse du Doctorat de psychologie, Université Paris-XIII, 2007, 1041 p. Cet ouvrage sur "Hölderlin et la psychanalyse" est également consultable en Allemagne aux Archives de Hölderlin, Bibliothèque du Land de Wurtemberg à Stuttgart. Internationale Hölderlin-Bibliographie online Id.-Nr.: 26088052007.0170. . Thèse reproduite par l'Atelier National de Reproduction des Thèses (Diffusion ANRT) 59046 Lille Cedex France, ISBN 978-2-7295-7070-5.
- Roseline Bonnellier: « Aux sources culturelles de la psychanalyse, l'Oedipe relatif: Hölderlin et la question du père de Jean Laplanche », in le Carnet PSY, n° 124 - março 2008, p. 24-30.
- Roseline Bonnellier, Sous le soleil de Hölderlin: Oedipe en question - Au premier temps du complexe était la fille, Paris, L'Harmattan, Collection "Études psychanalytiques", février 2010, 358 pages, ISBN 978-2-296-10411-2
- Revue "Psychiatrie française", Vol. XXXVIII, Théorie de la séduction: validation, réfutation, Dezembro de 2007. Vários autores: Christophe Dejours, Francis Martens, Paulo de Carvalho Ribeiro, José Gutiérrez Terrazas,Luís Maia, Fernando Andrade, Gilbert Diebold, Hélène Tessier, Jean Guegan, Alberto Luccheti, Jean Daniel Sauvant et Jean Laplanche. ISSN 0755-9755